# Шмульян, Теодор Лейбович
Теодор Лейбович Шмульян (23 сентября 1912, Одесса — 9 октября 1997, Таганрог) — советский шашист и шашечный теоретик. Мастер спорта СССР по русским шашкам (1945), почётный мастер спорта.
Призёр чемпионата СССР по русским шашкам 1961 года и чемпионата РСФСР 1960 года, чемпион ЦС «Труд» (1974), многократный чемпион Ростовской области.

## Биография
Родился в семье помощника присяжного поверенного Лейба Юделевича (Льва Юльевича) Шмульяна (1883—1945) и Изабеллы Соломоновны Невельштейн, родом из Херсона. Вырос в Одессе, в родительской квартире на Нежинской улице, 42. После революции отец работал адвокатом и преподавал в Институте народного хозяйства (Инархозе), а после его расформирования — в юридической школе. В 1938 году Л. Ю. Шмульян был арестован и осуждён на 6 лет исправительно-трудовых лагерей, умер незадолго до окончания срока.
Теодор Шмульян работал инженером-конструктором на таганрогском заводе «Красный котельщик». В 1940 году выполнил норму кандидата в мастера спорта.
Автор книги «Середина игры в шашки» (М.: Физкультура и спорт, 1954. — 307 с.). Его именем назван дебют в русских шашках (игра Шмульяна, впервые применён на чемпионате РСФСР в Рязани, 1949) и его вариант (жертва Шмульяна—Маркачева). Разработал «систему коэффициентов Шмульяна», принятую шашечным кодексом России и утверждённую ФИДЕ в модификации для шахмат В. Я. Дворковича. Чемпионат Ростовской области по быстрой игре в шашки памяти Т. Л. Шмульяна был проведён к его столетнему юбилею 17—20 августа 2012 года.
Собрал филателистическую коллекцию о Таганроге.

## Семья
- Сын — таганрогский краевед и шашист Георгий Теодорович Шмульян (1940—2012).
- Брат — математик Витольд Львович Шмульян (1914—1944).
- Двоюродный брат — экономист Моисей Петрович (Пинхусович) Шмульян (1899—1955)[20]; его дочь — одесская поэтесса Галина Моисеевна Шмульян (1929—2006)[21][22][23][24]. Другой двоюродный брат — учёный-медик, офтальмолог Лев Петрович (Пинхусович) Шмульян (1891—1946), пионер пересадки трупной роговицы в СССР, кандидат медицинских наук («Частичная сквозная пересадка роговицы с консервированного глаза трупа», 1937); его сын — математик Юрий Львович Шмульян (1927—1990)[25][26][27].
- Племянник — Валерий Викторович Дунаевский (род. 1942), учёный в области теоретической механики, инженер, публицист[28][29]
- Троюродный брат — учёный в области автоматического управления Б. Л. Шмульян (род. 1938).